# Marchaux-Chaudefontaine
Marchaux-Chaudefontaine es una comuna nueva francesa situada en el departamento de Doubs, de la región de Borgoña-Franco Condado.

## Historia
Fue creada el 1 de enero de 2018, en aplicación de una resolución del prefecto de Doubs de 4 de diciembre de 2017 con la unión de las comunas de Chaudefontaine y Marchaux, pasando a estar el ayuntamiento en la antigua comuna de Marchaux.

## Demografía
| Gráfica de evolución demográfica de Marchaux-Chaudefontaine entre 1800 y 2015 |
|                                                                               |

Los datos entre 1800 y 2015 son el resultado de sumar los parciales de las dos comunas que forman la nueva comuna de Marchaux-Chaudefontaine, cuyos datos se han cogido de 1800 a 1999, para las comunas de Chaudefontaine y Marchaux de la página francesa EHESS/Cassini. Los demás datos se han cogido de la página del INSEE.

## Composición
| Comuna delegada | Código INSEE | Población (2015) | Superficie (km²) | Densidad (hab./km²) |
| --------------- | ------------ | ---------------- | ---------------- | ------------------- |
| Chaudefontaine  | 25137        | 212              | 6.33             | 33                  |
| Marchaux        | 25368        | 1235             | 10.06            | 123                 |